# هوارد مور
هوارد مور (بالإنجليزية: Howard Moore)‏ هو مدرب كرة سلة أمريكي، ولد في 1970 في شيكاغو في الولايات المتحدة.